# Negacionismo do Massacre de Nanquim
A negação do Massacre de Nanquim é uma teoria negacionista histórica defendida por alguns escritores e historiadores, principalmente japoneses, que alega que o Massacre de Nanquim não aconteceu. O Massacre de Nanquim, também conhecido como "Estupro de Nanquim" foi considerado a maior atrocidade e genocídio cometido pelas tropas japonesas na China.

## Fotografias como evidências do Massacre de Nanquim
Foram realizados os primeiros estudos detalhados das 143 fotografias oferecidas como evidências do Massacre de Nanquim. Após verificar aproximadamente 30.000 fotografias (antes e depois da captação japonesa de Nanquim), foi alegado que cada uma das fotografias do Massacre de Nanquim publicadas em 1937 e 1938 são falsificações. Todas as fotografias foram consideradas pelos participantes destes estudos como montagens, encenadas, ou substituídos por falsas, e nenhuma delas, segundo eles, provaria massacre de civis em Nanquim.

## Negação do Massacre de Nanquim
As tropas nipônicas foram acusados de matar um grande número de civis e prisioneiros de guerra durante um período de várias semanas, começando com a queda de Nanquim, em 13 de dezembro de 1937, período referido como "Massacre de Nanquim". O conhecimento convencional deste tópico foi caracterizado pela revisão do livro da escritora Iris Chang que foi divulgado no Washington Post. George Will escreveu no Washington Post, "soldados japoneses assassinaram dezenas de milhares de soldados chineses rendidos, e com certeza mais de 300.000 civis não-combatentes".
Segundo os revisionistas, os 13 fatos fundamentais enunciados abaixo descrevem a situação real em Nanquim, quando a cidade foi ocupada pelos militares japoneses em 1937:
1. A maioria das cidades do continente eurasiático eram fortificados com paredes, daí a palavra alemã "burg", que significa "cidade fortificada". Até o século XX, as cidades chinesas eram fortificadas para fins defensivos. A cidade chinesa de Nanquim era cercada por imensas paredes. Quando a cidade foi capturada, os portões estavam sob um rigoroso controle militar. As tropas japonesas não permitiram que cidadãos ordinários tivessem livre acesso aos portões até dois meses após a ocupação. No entanto, vinte dias antes, e durante a queda de Nanquim, a população da cidade era de 200.000, de acordo com europeus, chineses e americanos que estavam lá no momento. Oito dias após a queda, na véspera de Natal, ainda restavam 200.000 pessoas na cidade. Ninguém indicou uma vasta redução da população local devido ao suposto massacre. Confrontado estes fatos, como pode qualquer um reivindicar que 300.000 civis chineses foram assassinados em Nanquim?[2]
2. Antes da captura da cidade de Nanquim, as tropas chinesas despojaram-se dos seus uniformes e misturam-se com a população civil. Ao praticar estes atos, eles se tornaram em combatentes ilegais não protegidos pelos regulamentos de leis e costumes de guerra da terra anexada à Convenção de Haia. Nem um militar chinês dentro dos muros da cidade de Nanquim se rendeu aos japoneses. Assim, durante os onze anos que seguiram-se, entre 13 de dezembro de 1937, dia que Nanquim caiu, até dezembro de 1948, quando o Julgamento de Tóquio terminou, ninguém havia acusado as tropas japonesas de terem assassinado prisioneiros de guerra em violação de Leis de Haia. Confrontado estes fatos, como pode alguém afirmar que as tropas japonesas assassinaram prisioneiros de guerra?[3]
3. Os nipônicos são acusados de terem assassinado 7.000 pessoas por dia, ou seja, 300.000 pessoas em um período de seis semanas. Mas de acordo com os Daily Reports of Serious Injuries to Civilians (Relatórios Diários de Ferimentos Graves à Civis), a única execução testemunhada por europeus e americanos em Nanquim foi Execução Legal, plenamente autorizado por tratados internacionais sobre leis e crimes de guerra de Haia. Os conteúdos destes relatórios (emitidos em uma base diária e submetidos a embaixada do Japão em Nanquim) são confirmados pelos dados recolhidos a partir de testemunhas europeias, americanas e chinesas residentes em Nanquim, e a partir dos registros militares japoneses (dos quais os dados foram computados e analisados). Como poderiam explicar um massacre de 300.000 pessoas sem testemunhas oculares?[4]
4. Um dos alicerces sobre os quais o mito do massacre é baseado é What War Means, livro editado por Harold Timperley. Neste livro Timperley escreveu relatórios intitulados following selection of cases (seleção dos seguintes casos), referindo-se a história completa de dois meses de ocupação do exército japonês em Nanquim. Estes relatórios foram anexados ao livro What War Means, no entanto, não contém nenhuma menção de testemunhas do massacre (não autorizados por tratados de Haia). O livro, não obstante, também inclui uma seção (escrita sob nomes fictícios), que se refere a "frequentes homicídios" atribuindo aos japoneses. Como explicar esta incoerência?[5]
5. Reverendo Miner Searle Bates e George Fitch (pseudônimos) apresentaram o referido relatório "frequentes homicídios" atribuídos ao japoneses no livro What War Means. As intenções ostensivas deste livro, editado por Timperley, foram para impressionar os leitores sobre os horrores da guerra. As fundações do Massacre de Nanquim foram editadas por Harold Timperly, mas Timperly era, de fato, um conselheiro do Ministério da Informação Nacionalista da China. São percebidos também como prova do Massacre de Nanquim referente aos relatórios de "assassinatos frequentes" três dias após a queda de Nanquim, artigos de notícias do Chicago Daily News e do New York Times. Entretanto, Reverendo Miner Searle Bates era a fonte dos relatórios dessas notícias. Reverendo Miner Searle Bates, um famoso missionário cristão que ensinava na Universidade de Nanquim, era também um conselheiro do Ministério da Informação Nacionalista da China. E o Sr. George Fitch era um amigo próximo de Chiang Kai-shek. Tornou-se claro também que o livro What War Means é um livro de propaganda de guerra compilado e publicado pela Divisão de Contra-Inteligência do Ministério da Informação Nacionalista da China. Timperley foi pago pelo Ministério da Informação para edição do livro. Desta forma, o livro What War Means, percebido como prova absoluta do Massacre de Nanquim não foi escrito a partir de uma perspectiva imparcial. Pelo contrário, ele só pode ser visto apenas como propaganda de guerra.[6]
6. Os conteúdos importantes do livro de propaganda de guerra What War Means não podem ser ignorados. Reverendo Bates inseriu uma linguagem no sentido que 12.000 civis e 30.000 soldados tinham sido mortos em Nanquim no capítulo III de What War Means. O Ministério da Informação chinês deveria estar satisfeito em disseminar as notícias do massacre com cerca de 40.000 vítimas chinesas. No entanto, as alegações do Reverendo Bates foram recusadas e suprimidas, não só a partir da edição chinesa de What War Means (publicado em simultâneo com a versão em inglês), mas também em outros quatro livros publicados ao mesmo tempo. Qual significado da recusa e supressão do Ministério da Informação chinês em dar créditos a Bates que afirma que 40.000 chineses foram massacrados?[7]
7. Um documento secreto emitido pelo Ministério da Informação chinês em 1941 intitulado "Outline of the Operations of the International Information Department, Ministry of Information" nunca mencionou sequer um massacre. Isto indica que o Ministério da Informação chinês não tinha conhecimento e ou não acreditava que houve um massacre em Nanquim?[8]
8. De acordo com os referidos documentos secretos, o Departamento de Informação Internacional chinês patrocinou 300 conferências de imprensa para jornalistas estrangeiros entre 1 de dezembro de 1937 a 24 de outubro de 1938. Durante esse período, várias conferências urgentes para imprensa foram chamadas sempre que as notícias importantes ocorreram (mesmo na calada da noite, de acordo com relatórios), e as notícias foram transmitidas ao mundo todo. Mas nunca, nenhuma conferência de imprensa foi chamada para anunciar um massacre em Nanquim. Porque não? Porque o Ministério da Informação chinês não acreditava que havia acontecido um massacre em Nanquim?[9]
9. Em 9 de julho de 1938, sete meses após a queda de Nanquim, o Ministério da Informação chinês divulgou no Fórum da China, questões intitulado: "Um Ano de Guerra Sino-Japonesa: Revisão para grupos de estudo."  Uma das perguntas era Qual foi a atitude da China após a queda de Nanquim? A resposta (destinado a servir de modelo) foi, General Chiang Kai-shek dito em 16 de dezembro de 1937: Não importa como a situação atual pode mudar, não devemos nos render, mas marchar adiante. O Ministério da Informação chinês nunca fez alusão ao massacre. Nem Mao Zedong, que criticou a estratégia militar japonesa em um famoso discurso, afirmou que as tropas japonesas cometeram um erro estratégico em não ter aniquilado os soldados inimigos em Nanquim. Não era Mao demasiado incoerente com argumento do massacre?[10]
10. Como já demonstrado em Nankin Jiken "Shoko Shashin" wo Kensho Suru (Analisando "as Provas Fotográficas" do Massacre de Nanquim) as fotografias das atrocidades militares japonesas que circulam o mundo são falsificações, cujas origens podem ser traçadas em livros de propaganda de guerra. Todas as fotografias são montagens, encenações, ou falsamente legendadas. Nenhuma destas fotografias provaria um massacre em Nanquim.[11]

## Provas doMassacre de Nanquim
As fundações do Massacre de Nanquim foram editadas por Harold Timperley, mas Timperley seria, de fato, um conselheiro do Ministério da Informação do governo nacionalista da China. Timperley, um jornalista australiano que trabalhava para o Manchester Guardian (o actual The Guardian) na China desde 1928, era conhecido por se dedicar ao seu trabalho e combater a injustiça; segundo John Gittings, o livro de Timperley, longe de ser "encomendado" pelos serviços secretos chineses, como alguns estudiosos japoneses insinuam, foi inspirado por membros do "comité internacional" de estrangeiros em Nanjing. 
São percebidos também como prova do Massacre de Nanquim os artigos de notícias de Chicago Daily News e do New York Times. Entretanto, o reverendo Miner Searle Bates, famoso missionário cristão que ensinava na Universidade de Nanquim, e também um conselheiro do Ministério da Informação da China, seria a fonte dos relatórios destas notícias.